# 六四事件中的河南省
1989年春夏之交，中华人民共和国爆发全国性抗议运动，史称六四事件或八九民运，中国官方称1989年春夏之交的政治风波。期间河南省各地也有抗议、游行、罢课、集会及其他政治表达行为。这些活动多由学生、工人主导，也包含市民等群体发起，乃至有體制內人士參與，与全国范围内的抗议相呼应。
其中省会郑州、洛阳等大城市的示威规模最大，也有很多示威者乘火车到北京串联支持北京学生。六四镇压后的数周，开封仍然爆发了游行，并被中国当局定性为“反革命事件”。

## 4月
胡耀邦死後，官方報告指最遲到4月24日，河南高校出現各種大小字報和標語、對聯。上海世界经济导报事件之后，该报收到来自河南的声援电报、信件等。4月26日，河南高校的学生继续张贴大小字报，呼吁成立组织，制订行动纲领。有的要进行募捐，准备到各地大学进行串联。

## 5月
5月4日，洛陽發生小規模的学生遊行，洛陽工學院800多名學生上街，響應同日全国的五四大游行。
5月15日，北京学生的绝食请愿引起河南高校学生声援活动。鄭州大學等七校數千名學生上街遊行。晚七时至16日凌晨，郑州河南工学院、粮食学院一千余名学生上街游行。16日凌晨，河南财税高等专科学校宿舍楼中的一些学生高呼“要自由，要民主”等口号。有人从窗户里扔出酒瓶，有的敲着脸盆，还有的砸坏玻璃。与此同时，在学生宿舍前的广场上聚集了200名围观的学生。校方则极力阻挠该校学生加入外面的外校游行队伍。
5月16日下午一时三十分至晚八时，郑州大学、工学院、河南医学院、河南民族学院等十余所高校的9000多名学生，以及河南省社科院研究生共萬餘人喊着“打倒官倒、反对腐败”“郑州人觉醒吧”等口号，到河南省政府游行，并在河南省委、省政府门前静坐示威，要求与省领导对话。
5月16日早晨，新乡河南师范大学中文系86级90多名学生罢课。中午，该校上千名学生上街游行，并到新乡市政府递交请愿书，提出要省委、省政府发电声援北京绝食学生，改组《河南日报》等八条要求，限17日17时前答复。
5月17日下午，郑州十餘名所大專院校及電力學校等中專學生計一萬五千餘人上街游行。河南财税高等专科学校有400名学生冲破校方组成的两道阻拦线，举着横幅标语加入队伍。三时许部分学生冲入河南省政府大楼要求对话，河南省政府一名副省长同学生进行了对话。當天由於很多人參與或圍觀示威，致使鄭州的交通受到阻塞。
5月18日，洛阳、开封、新乡、焦作、安阳、平顶山、驻马店、许昌、南阳、周口等地、市有近三万人上街游行。早八时，郑州有12所高校和11所中专学校约20000万余名学生上街游行。示威者還包括一些教師，以及河南省電力設計院的科技工作者。下午，他們又轮番到河南省政府院内示威、静坐、演讲。公安指有人殴打民警。当日，新乡有五所大专院校和新乡电视大学的数千名师生员工上街，洛阳有洛阳工学院等大中专学校上万师生上街，在开封亦有河南大学上千名学生游行示威。
5月18、19两日，此前被校方阻挠的河南财税高等专科学校的学生也参与了郑州的游行。18日该校有七名教工在校长反对下组成教师声援团加入。整個運動期间，开封河南大學體育系85級學生焦志剛發起成立了該校的學生自治會，鄭州的學生、工人市民等亦先後成立“鄭州高校學生自治聯合會”“鄭州工人自治聯合會”“鄭州各界救國聯合會”等組織。在濮陽，有人成立名為“中國志民黨”的組織。
5月19日，包括洛阳、郑州各地继续有人上街游行。上午十时，洛阳市六所中学、一所小学和一些科研部门约30000人到洛阳市政府请愿示威，有人冲击市政府办公大楼，并砸坏门窗玻璃，有人高呼“公安局抓人啦”，人群一下涌到市公安局门口，砸碎公安局办公楼部分玻璃。一些人鼓动示威者往楼里冲，公安人员将三名冲击者带离现场进行审查。
北京戒严后，5月21日，继续有人打“反对独裁”，“反对警察”，“李鹏下台，小平滚蛋”等标语游行。当天下午，洛阳工学院、师专学生和市民堵住了驻当地的54军127师大门，试图阻拦部队进北京增援。22日上午，郑州大学、河南工学院、粮食学院等八所高校6000多人上街游行，口号包括“反对镇压”、“拥护赵紫阳”、“打倒邓、李、杨、薄，反对新的‘四人帮’”等。
5月中下旬，河南乘车赴京声援热潮继续升温。5月22日，2000余名学生强行乘火车赴京，造成列车被迫停开事件。23日有2000余名学生分别从汲县、安阳、焦作、信阳车站强行乘车赴京，赴京学生总数已超过7000人。以河南财税高等专科学校为例，该校在整个运动期间，共有七批学生进京，有学生参加了外高联组织的声援北京知识界大游行和在天安门广场守护该校自制的校旗。5月29日，该校由学生处派人进北京劝说，全部学生及四名教师返回学校，并收掉了他们安置在天安门广场校旗。整个运动期间，受學生強行登車赴北京聲援學運的影響,鄭州的鐵路交通經常受阻。
5月24日，李鹏与河南省委书记杨析综、省长程维高谈话，讨论局势，杨表现出对赵紫阳的同情，希望“中央能宽大处理”。26日，郑州粮食学院等院校的学生在郑州绿城广场静坐，百余名郑州大学学生在广场演讲。示威者准备将广场作为学运中心。当时郑州17所高校中，半数以上学生复课的有8所，尚未复课的有5所。5月26日以來，新鄉市公安指其已抓獲21名民運分子。
5月27日，河南高校中大小字报、传单、漫画增多，有些言词激烈，矛头直接指向中国领导人，还有人成立了河南学运中心，贴出了二十八日大游行的通知。5月29日，多数学校开始复课。只有少数学校仍有学生上街游行、演讲。高校学生赴京声援的情况减少，赴京的学生陆续返回。
到30日，除仍有极少数学生上街游行，张贴大小字报，散发传单，河南各高校大部分已复课。赴京的学生绝大部分已经返回。学运领导者宣布学运到此结束，挂在郑州绿城广场的“河南学运中心”横幅和旗帜被人拆掉。31日，洛阳师专300多名师生，骑自行车或步行上街举行“沉默游行”。他们沿途用扩音器播放《国际歌》，进行募捐，并打出“沉默不是屈服”，“压抑愈狠，反抗愈强”，“于无声处听惊雷”等标语。

## 6月
6月1日上午，郑州大学几百名学生准备上街游行时校方劝说，之后没有出发。下午有几名学生到郑州国棉三厂门口演讲，鼓动工人和学生一起上街游行。当时河南大学的学生意见不一，有人想坚持罢课到全国人大会召开，有人想再坚持一两天就复课。2日，学生组织的“民主之声”广播站播出杨尚昆在军以上干部会上的讲话，校方将广播器材没收。为此郑州大学1000多名学生在校内游行，将校办公楼围住。
北京六四清场后，6月4日，開封市公安抓獲擔任「外高聯」常委和「河南高校赴京聲援團」總指揮的河南大學學生但斌。6月5日，郑州有八千多名学生、工人在绿城广场、二七纪念塔、火车站演讲，并抬花圈游行。鄭州鐵路公安分局在鄭州車站廣場抓獲一名民運分子楊紅軍。6月6日，河南继续有大专院校学生围堵、骚扰工厂，鼓动工人罢工，或上街游行。
6月8日，洛阳工学院一千多名学生在主要路口设路障，一百余名学生打着“还我同胞”的横幅上街游行，千余名群众尾随围观。下午二时许，洛阳师专的两名青年教师带着二百多名学生到当地驻军127师留守处，动员军人家属给赴京执行戒严任务的亲人写信、打电话，瓦解军心，被警卫堵在门外，示威者持续四个多小时才离开。當日，鄭州市公安抓獲一伙示威者張振峰、裴軍等12人，指其“蓄意製造事端,攔截、推翻車輛”。
在渑池县，当局指县内出现响应河南全省和北京的“反动标语、大字报”，并且有人上街游行。渑池公安机关指有“假大学生”进行“非法串联煽动”，因此公安亦放弃节假日“严守工作岗位”。

## 后续
6月9日，郑州市政府发出通告，指“郑州市高校学生自治联合会”、“郑州市工人自治联合会”為“未经登记的非法组织”，並要求其立即解散，“停止一切非法活动”,並決定在鄭州市和各區公安機關設立舉報電話,供民眾檢舉揭發。6月15日，在密縣平陌鄉第一煤礦搞反共宣傳的史含被群衆扭送公安機關。參加北京高自聯的「敢死隊」,後被任命為 「天安門廣場指揮部糾察隊」的負責人王岩,被鄭州市公安機關抓獲。6月16日，洛陽公安逮捕曾在北京參加「飛虎隊」的成員劉國威和曾參與攔截砸軍車活動的龐京紅、唐力。
6月19日,新鄉公安收審曾爲北京外高聯骨幹分子,並在新鄉繼續進行串聯等民運活動的河南師範大學中文系學生籍乃國。6月23日，《河南日報》報導河南省公安相繼捕獲6名參加北京民運活動的民運分子。8月24日，河南日報報導鄭州市檢察院批准逮捕從事反共宣傳的鄭州高自聯領頭者劉峰及林勝利、張偉。
事后河南省委书记杨析综在政治清查過程中沒有過關，由于“立場不鮮明”以及與趙紫陽的關係，被降职免去河南省委書記職務。

### 开封六二一游行事件
6月20日晚，开封河南大学三百多名学生聚集在校礼堂叫喊罢课。经校方反复劝告后，依旧有一百五十多名学生坚持在次日凌晨上街游行。这是目前已知的最后一次关于六四事件的公開抗议活动。游行中，曹紅旗率領100多名河南大學學生到開封市政府大門，一路叫口号:「堅決抗議北京開槍鎮壓學生運動的『六四暴行』!」,「武裝鎮壓學生運動決沒有好下場!」,「要民主!要自由!反專制!」、“打倒法西斯政府”、 “反对镇压”、“我们不是暴徒”、“还我同学”等，并攻击中国领导人。带头喊口号的二人是中文系学生张国强、政治系学生申英钦。 尾隨加入的圍觀群眾近千人,遊行抗議一個多小時後,被緊急調來的武警驅散。
事發第二天,6月22日下午,國務院總理李鵬在省市要員陪同下親臨開封督查,定性爲「六·二一反政府的反革命遊行」,认为是「北京反革命暴亂繼續」,開封随即全城戒嚴搜捕。公安機關认为“北京平息反革命暴乱已经半个多月了，河南开封竟发生公开上街举行反政府游行的严重事件，并呼喊反动口号，这是明目张胆的反革命破坏活动，决不可等闲视之”，也有大批人馬進駐河大。曹紅旗、張國強、申英欽、於亞非(因掩護曹紅旗定爲窩藏犯) ,楊清、焦志剛、劉學忠、葉紅軍等「學生領袖」於6月26日被監視居住。
6月27日,河南省公安廳長坐鎮河大佈置抓捕。曹紅旗在朋友幫助下,於6月28日凌晨逃跑,但終於7月1日被抓。三名「學生領袖」均秘密關押,曹紅旗押於開封看守所303號。7月3日，開封公安指其破獲這起重大反共“糾合團伙案”。7月6日，《開封日報》頭版以顯著篇幅刊登開封市委宣傳部的“關於「六・二一」事件”的大批判文章。《河南日報》也指“「六・二一」反動分子在遊行中大肆殴打公安幹警”。官方指为“危害全國穩定的膽大包天的反革命暴亂”。8月8日，開封市中級法院開庭,擬對曹紅旗以「反革命宣傳煽動罪」判刑15年,後在當事人的強烈申訴和社會各界輿論的壓力下,參照北京大學王丹被判四年的案例,改判有期徒刑3年。

## 另見
- 六四事件
- 1989年中華人民共和國抗議地區列表